# Liste des collèges et lycées de Nice

## Collèges

### Collèges publics
- Collège Alphonse-Daudet
- Collège Antoine-Risso
- Collège L'Archet
- Collège Catherine-Ségurane
- Collège Frederic-Mistral
- Collège Henri-Matisse
- Collège Jean-Giono
- Collège Jean-Henri-Fabre
- Collège Jean-Rostand
- Collège Jules-Romains
- Collège Louis-Nucera
- Collège Maurice-Jaubert
- Collège du Parc-Impérial
- Collège Port-Lympia
- Collège Raoul-Dufy
- Collège Roland-Garros
- Collège Valery
- Collège Vernier
- Collège Simone Veil

### Collèges privés
- Collège Blanche-de-Castille
- Collège Don Bosco
- Collège Saint-Joseph
- Collège Nazareth
- Collège du Colombier (Sainte-Thérèse)
- Collège Saint-Barthélemy
- Collège Sasserno
- Collège Stanislas
- Collège Moriah/Apeda
- Collège Or Torah
- Collège international bilingue Lafayette
- Lycée privé Michelet

## Lycées

### Lycées d'enseignement général ou technologique publics
- Lycée Masséna
- Lycée du Parc-Impérial
- Lycée Albert-Calmette
- Lycée Honoré-d'Estienne-d'Orves
- Lycée Mélinée et Missak Manouchian (ex-Thierry-Maulnier)
- Lycée Guillaume-Apollinaire

### Lycées d'enseignement général ou technologique privés
- Lycée Sasserno
- Lycée Don Bosco
- Lycée Stanislas
- Lycée Saint-Joseph
- Lycée La Providence
- Lycée privé Michelet
- Lycée Saint Barthélémy

### Lycées professionnels publics
- Lycée Régional Hôtelier Jeanne et Paul Augier
- Lycée des métiers d'art et d'industrie Pasteur
- Lycée Les Eucalyptus
- Lycée Beau-Site
- Lycée professionnel du bâtiment Vauban
- Lycée Les Palmiers
- Lycée Magnan

### Lycées professionnels privés
- Lycée La Providence
- Lycée Saint-Vincent-de-Paul
- Lycée Don Bosco